# Agave montana
Agave montana ist eine Pflanzenart aus der Gattung der Agaven (Agave). Die deutsche Übersetzung des Artnamens ist Bergagave.

## Beschreibung
Agave montana wächst solitär. Sie wird 90 bis 125 cm hoch und ist 140 bis 170 cm breit. Die gelb bis grün gefärbten, elliptischen, variabel angeordneten Blätter sind 30 bis 40 cm lang und 15 bis 17 cm breit. Die Blattränder sind unregelmäßig gezahnt. Der rötliche bis dunkelbraune Enddorn wird 3 bis 5 cm lang.
Der rispige, kräftige, gerade bis eiförmige Blütenstand wird 3 bis 5 m hoch. Die grünen bis gelben, zahlreichen Blüten sind 60 bis 70 mm lang, erscheinen am oberen Teil des Blütenstandes und bilden sich bis zur Spitze an den locker und variabel angeordneten Verzweigungen. Die Blütenröhre ist bis 20 mm lang. Die Blütezeit reicht von April bis Mai.
Die länglichen, dunkelbraunen, dreikammerigen Kapselfrüchte sind 50 bis 60 mm lang und 15 bis 20 mm breit. Die schwarzen, glänzenden Samen sind 5 bis 6 mm lang und 3 bis 4 mm breit.

## Systematik und Verbreitung
Agave montana ist ein Vertreter der Gruppe Salmianae.  Der Gigant der Salmianae-Vertreter bildet halbkugelige, kompakte Rosetten mit einem Durchmesser bis 170 cm. Agave montana ist nahe verwandt mit Agave gentryi und der Parryanae-Gruppe Agave parrasana, jedoch sind Unterschiede in Größe, Blatt- und Blütenstruktur erkennbar. In den Überlappungsgebieten von Agave montana  und Agave gentryi sind Zwischenformen bekannt.
Agave montana wächst in Mexiko in den Bundesstaaten Nuevo León und Tamaulipas an Kalksteinhängen in Waldland in 3000 bis 3400 m Höhe und ist unter anderem verstreut an Kalksteinhängen der Hochgebirgsregionen der Sierra de la Marta zu finden. Sie wächst in unwirtlichen Gegenden mit strengen Frösten in den Wintermonaten und kann bei trockenem Stand kurze Frostperioden bis minus 15 °C überstehen. Sie ist vergesellschaftet mit Kiefern, Agave gentryi, Yucca carnerosana und Kakteenarten.
Die Erstbeschreibung durch José Angel Villarreal-Quintanilla ist 1996 veröffentlicht worden.

## Nachweise
- B. Ullrich: Agave macroculmis Todaro en Agave gentryi Ullrich spec. nov.  In: Succulenta. Band 69, Nummer 10, 1990, S. 210–214 (online).